# Telepriskollen
Telepriskollen var en prisjämförelsetjänst på Internet som hjälpte konsumenter att jämföra priser och villkor mellan olika operatörer inom fast telefoni, mobiltelefoni, bredband, mobilt Internet, uppringt Internet och paket.
Telepriskollen tillhandahölls av kommunikationsmyndigheten Post- och telestyrelsen mellan 2005 och den 30 april 2012.
Genom att göra en beräkning eller analysera prislistorna kunde konsumenten se vilket abonnemang som var billigast. Telepriskollen visade oberoende information om priser och kvalitet.